# اگر چنین است (فیلم)
اگر چنین است (به هندی: Ghar Ho To Aisa) فیلمی محصول سال ۱۹۹۰ و به کارگردانی کالپاتارو است. در این فیلم بازیگرانی همچون آنیل کاپور، میناکشی سشادری، سعید جعفری، قادرخان، بیندو، دیپیتی نوال، اوم پراکاش ایفای نقش کرده‌اند.